# کازوئو نیبوری
کازوئو نیبوری (انگلیسی: Kazuo Niibori؛ زادهٔ ۲۳ فوریهٔ ۱۹۵۵) بازیگر اهل ژاپن است.